# Hoplia subnuda
Hoplia subnuda är en skalbaggsart som beskrevs av Edmund Reitter 1903. Hoplia subnuda ingår i släktet Hoplia och familjen Melolonthidae. Inga underarter finns listade i Catalogue of Life.